# Can't Buy Me Love/You Can't Do That

Can't Buy Me Love/You Can't Do That è il sesto singolo discografico della band britannica The Beatles, pubblicato nel 1964.

## Tracce
Testi e musiche di John Lennon e Paul McCartney.
1. Can't Buy Me Love – 2:12
2. You Can't Do That – 2:33

## Formazione
- Paul McCartney - voce, basso elettrico
- John Lennon - chitarra ritmica
- George Harrison - chitarra solista
- Ringo Starr - batteria

## Classifiche
Ebbe un enorme successo, divenendo una delle prime canzoni inglesi ed europee a essere in testa alla classifica di vendite statunitense (risultò il terzo numero 1 dei Beatles in USA). Nella Official Singles Chart raggiunge la prima posizione il 2 aprile 1964 per tre settimane e nella Billboard Hot 100 il 4 aprile per cinque settimane. La prima posizione viene raggiunta anche in Australia ed Olanda il 13 giugno per tre settimane e la terza in Norvegia e Canada vincendo il disco d'oro. Ad oggi rimane il 2º singolo più venduto della band nel Regno Unito, nonché 21º più venduto di sempre nel paese.